# Yandatavaya Island
Yandatavaya Island är en ö i Fiji. Den ligger i den södra delen av landet, 110 km söder om huvudstaden Suva.